# Francesco Longobardi
Francesco Longobardi (Cava de' Tirreni, 25 settembre 1969) è un ex cestista e dirigente sportivo italiano.

## Carriera
Cresce cestisticamente nel vivaio della Juvecaserta Basket, con la quale disputa complessivamente sette stagioni non continuative.
Proprio con il club campano fa il suo esordio in massima serie nel campionato 1985-86, mentre il 21 maggio 1991 si laurea campione d'Italia battendo in finale l'Olimpia Milano. In quella stagione Longobardi colleziona venticinque presenze, quattordici assist e venti punti.
Nella massima serie Longobardi gioca anche con Dinamo Sassari, Scaligera Verona e Roseto Basket.
Dopo aver indossato nelle serie minori moltissime casacche sui parquet di mezza Italia, nel 2004-05 si stabilisce nell'Olimpia Basket Matera, club che guida da capitano per sei stagioni in Serie B1.
Conclude la sua carriera alla Cestistica Bernalda.
Nell'estate 2014 diventa il nuovo general manager dell'Olimpia Matera.

## Palmarès
- Campionato italiano: 1

Caserta: 1990-91